# 月経カップ

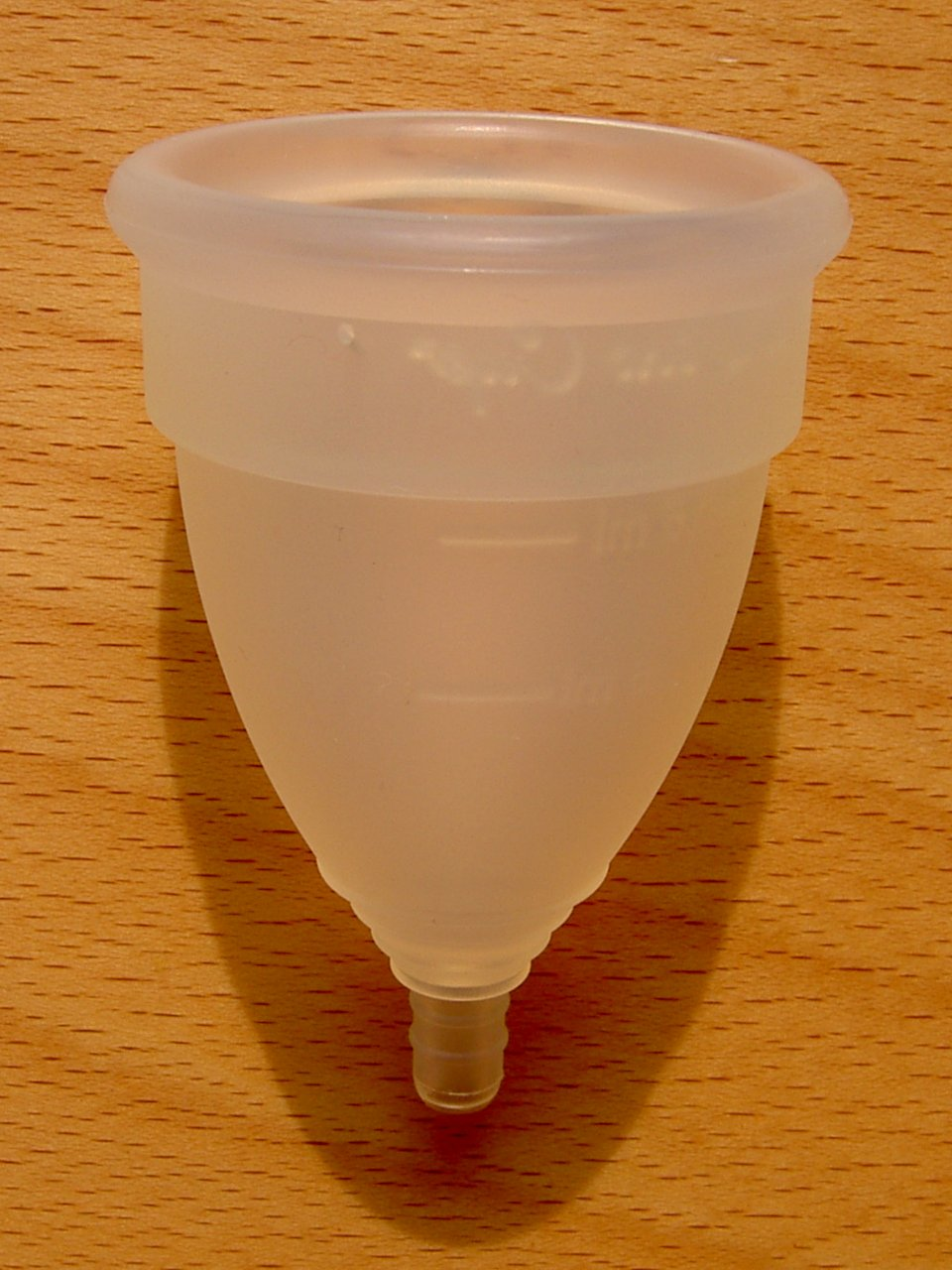
シリコン製の月経カップ

月経カップ（げっけいカップ）とは、ナプキン、タンポンに替わる生理用品である。生理カップともいわれる。英語ではMenstrual cup(メンストラルカップ)と呼ばれる。ここ数十年で日本に月経カップも伝わっていっているが、主にアメリカ、イギリス、カナダなどの英語圏で製造・販売されている。鈴の形をしていて、タンポンと同じように膣の中に入れて使用する。天然ゴム（ラバー）などの天然樹脂や、医療用シリコーンなどの合成樹脂素材で作られる。

## 歴史
アメリカで1930年台には既に存在していたが、当時は素材がかたくてあまり普及しなかった。ゴムなどのやわらかい素材が使われるようになった1950年台より普及し始め、主にアメリカ、イギリス、カナダ、フィンランドなどで製造販売されるようになり、現在では欧米を中心に世界中の女性に使用されるようになった。市場に出回るようになったのは1987年で、The Keeperは80年代、Mooncupは90年代になって出てきたもの。

日本では2017年7月から、FDA認可シリコンゴム製で国産のローズカップが販売されている。

## 使用方法
＜挿入＞
- 挿入前に手指を清潔にする。
- トイレに座る、もしくはスクワットの姿勢をとり、息を吐いて下半身の力を抜く。
- ステム（尻尾部分）が下向きになるようにカップを持ち、カップが膣内に挿入しやすいように折りたたみ細長く変形させる。カップのリム（縁）を人差し指で内側に折り曲げる。対面のリムをもう片方の手で持ち、最初の人差し指を抜く。
- カップをしっかりと持ち、もう片方の手で陰唇を優しく開く。
- 膣口から尾骨（背骨の一番下の骨）に向かってやや水平に挿入する。カップはタンポンより低い位置に装着する。
- 垂直方向に押しあげて、ステムが膣口に隠れるまで挿入する。
- カップが正しい位置に入り、折りたたんだ部分が中でしっかり開いたことを確認する。底部分をつまみ回転させる、ステムを軽く引っ張り、完全に開いていることを確かめる。カップが開いていない場合、経血の漏れや異物感の原因となるので注意する。

月経カップの位置　　　　　　タンポンの位置
＜取り出し＞
- カップを取り出す前に、手指を清潔にする
- 親指と人差し指をステムに沿わせるようにしてカップの底部を触り、底部をつまむようにして空気を抜いて膣壁との密着を解除する

- カップを取り出し、カップ内にたまった経血をトイレや排水溝に流す。
- 低刺激性の石けんで洗浄した後、再び使用する。

## 特徴

### 利点
1. ナプキンやタンポンよりも長時間使用できる（最長12時間まで）。ただし、一部の専門家は安全のために腟内に挿入したまま放置せず、6～8時間ごとに取り出して空にすべきと助言している[3]。
2. ナプキンによる蒸れ、かぶれ、かゆみから解放される。
3. タンポンのように、トキシックショック症候群（TSS）を引き起こす原因になりにくい。
4. 紙ナプキンやタンポンなどから発生するダイオキシンや他の有毒物質を体に取り入れる危険性がほぼない。
5. 長期にわたって使用できるので資源の無駄を防ぐことができ、紙の大量使用による自然環境破壊を引き起こさない。
6. 1個あたり日本円で3000円〜5000円と単価は紙ナプキンなどと比べて高価である一方、長期使用することで結果的にかかる金額が少ない。
7. 布ナプキンと違って、洗浄に時間がかからない。
8. 経血が外気にほとんど触れないままカップにたまるため、「臭い」がほとんど出ない。月経時のオーラルセックスも血や臭いを気にせずに出来る。
9. カップ洗浄時に、自分の血液やおりものの量や状態を的確に判断する事が出来るので、健康管理に役立つ。
10. 血液を吸収するのではなく溜めるため、タンポンのように膣内を乾かすことがなく膣の自浄作用を邪魔しない。
11. 旅行などの際に荷物がかさばらない。

### 欠点
1. 安価で品質の低い月経カップは染料がしみ出すなど健康面での害がある可能性があるため、薬事法で認められた（米国のFDA、日本の医療機器製造販売届出済みなど）ものを買い求める方がよい。
2. 膣内でカップが完全に開かないと漏れることがある。
3. 最初は挿入と取り出しが難しいこともあるが、数回使うにつれて慣れていくことが多い。取り出せない場合は婦人科で取り出す必要がある。
4. 2015年ごろから日本でもAmazonなどオンラインで購入が可能となり、2019年からドラッグストアでも販売されているが数は少ない。（TABI LABO 2020.1.11記事参照）
5. 外出時に公共トイレで使用した場合、個室内に手洗いシンクがないことが多くカップを洗いにくい。
6. 洗浄の必要があるため、清潔な水を確保しにくい環境（災害時・登山など）では使いにくい。

5.及び6.については、清浄綿・ウェットティッシュ・乳児用おしりふきなどを使ったカップの清拭である程度は対処できる。

## 安全性
米国ではアメリカ食品医薬品局の管理下で数十年間利用されているが、トキシックショック症候群（TSS）を始め、感染症リスクの上昇や組織損傷など健康的被害との関連性は報告されていない。

## 認知と普及
日本では2008年頃にインターネット上で知る人ぞ知るアイテムとして話題になり始め、2015年ほどから急速に認知が広がった。2020年の調査では約7割の女性が月経カップを知っているとの結果がある。しかし、使用経験のある女性はわずか2%だった。
生理用品の話題をネット上で話す女性ユーザーらに月経カップを強引に紹介したり、誤解したうえで語ってくる男性がたびたび問題（セクシャル・ハラスメント）となり、「月経カップおじさん」などと呼ばれている。